# Liste der Monuments historiques in Ménétréol-sur-Sauldre
Die Liste der Monuments historiques in Ménétréol-sur-Sauldre führt die Monuments historiques in der französischen Gemeinde Ménétréol-sur-Sauldre auf.

## Liste der Objekte
| Bezeichnung                                  | Beschreibung           | Standort                       | Kennzeichnung | Schutzstatus | Datum | Bild |
| -------------------------------------------- | ---------------------- | ------------------------------ | ------------- | ------------ | ----- | ---- |
| Skulptur Maria Magdalena                     | Stein, 16. Jahrhundert | in der Kirche St-Martin (Lage) | PM18000264    | Classé       | 1951  |      |
| Skulptur Die heilige Martha und die Tarasque | Stein, 16. Jahrhundert | in der Kirche St-Martin (Lage) | PM18000265    | Classé       | 1951  |      |